# Acmeísmo

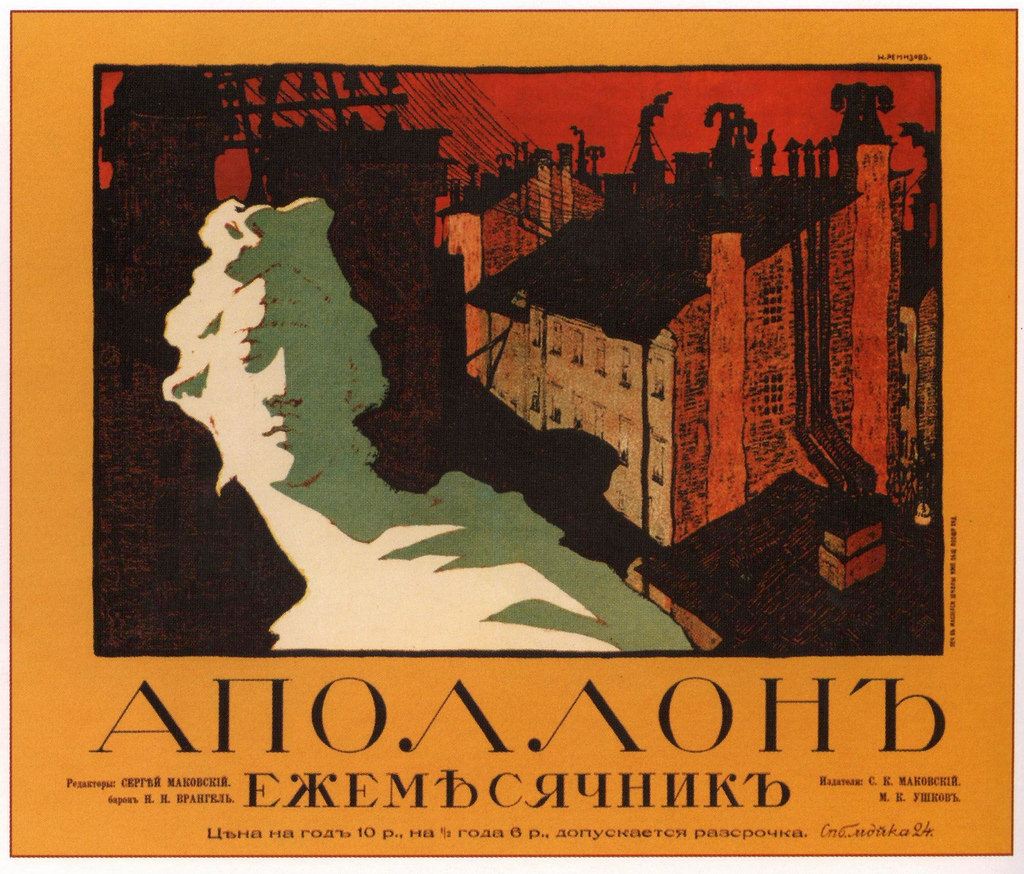
Póster de la revista Apollón, obra del pintor Nikolái Rémizov, 1911.

El acmeísmo o akmismo fue una corriente literaria poética rusa que surgió en la década de 1910, durante la llamada Edad de Plata de la literatura rusa, en oposición al simbolismo ruso. La denominación, que proviene del griego άκμη, acmé, es decir, "apogeo" o "cumbre", pero también "madurez", fue adoptada por Nikolái Gumiliov y Serguéi Gorodetski. Anna Ajmátova (1893-1966) y Ósip Mandelshtam (1891-1938) fueron sus poetas más importantes; defienden ante todo la claridad y la sobriedad.

## Características

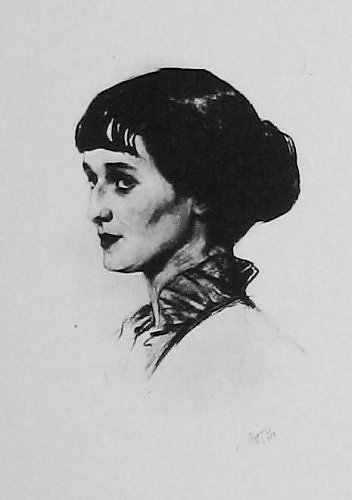
Anna Ajmatova 1913-1914 por Savely Sorin.

Los acmeístas reprochan a los simbolistas su gusto por la incomprensibilidad y el hermetismo, así como su vaguedad expresiva y sus ensoñaciones de otros mundos; por el contrario, los acmeístas aspiran a un lenguaje claro, concreto y preciso, desean hablar de la Tierra y del hombre actuales unidos en uno. A diferencia del simbolismo ruso, el acmeísmo se empeñó en reemplazar el hermetismo, la polisemia, la vaguedad y el misticismo de aquel con un lenguaje cincelado en la claridad y ajuste con lo retratado, simple, concreto y directo para llevar a su apogeo la dimensión poética de lo cotidiano. Querían equilibrar la estructura formal del poema mediante un lenguaje fresco y significativo, buscando la aproximación a la realidad sin la mediación de recursos retóricos vagos propios de la poesía como el símbolo o la metáfora, devolviendo al lenguaje la pureza pusjiniana. Gustaban asimismo de llamarse «adanistas», por su aspiración a lo fuerte, lo claro, lo viril, lo simple, lo primitivo y directo. Critican el ocultismo y el aspecto religioso del simbolismo y rechazan su aspiración al conocimiento de verdades ocultas y del más allá. Por eso esta estética se denomina también "neoclasicismo", "adanismo" y "clarismo".

## Historia

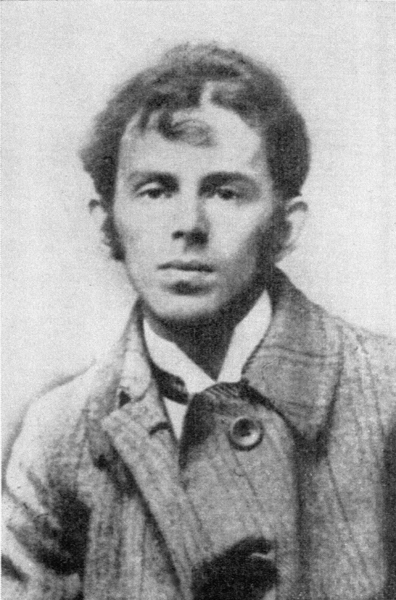
El poeta Osip Mandelshtam en 1914

Los impulsores del acmeísmo se agrupaban en torno al llamado Gremio de Poetas (Цех поэтов) y la revista Apollon. Ya en 1910 Mijaíl Kuzmín ayudó a dar a luz al movimiento acmeísta con su ensayo Sobre la hermosa claridad, en que deploraba los «ornamentos cósmicos incomprensibles y oscuros» e instaba a los escritores a ser «lógicos en la concepción y construcción de la obra, en la sintaxis... que amen al mundo, como Flaubert, y sean económicos en los medios y tacaños con las palabras, precisos y genuinos, para encontrar así el secreto de algo asombroso -la bella claridad-, que me gusta llamar "clarismo"». El nacimiento de la estética fue proclamado sin embargo por Gumiliov el 1 de marzo de 1912 y en diciembre del mismo año, Gumiliov y Gorodetski hicieron conocer sus manifiestos acmeístas en un cabaré de San Petersburgo donde se reunía la bohemia artística de la ciudad, «Para el perro callejero». El primer número de la revista Apollon publicó el manifiesto desde enero, en el primer número de 1913, con el título "Los preceptos del simbolismo y del acmeísmo". En él se juzga que las últimas obras de los simbolistas carecen de valor, y se reprocha a sus representantes envolverse en la «toga de la incomprensibilidad». El acmeísmo se opone a las ensoñaciones de los simbolistas sobre otros mundos encarnando los valores estéticos, metafísicos y éticos universales en una aprehensión carnal, directa y sensual de la realidad. Los acmeístas se reclaman de Alexander Pope, Théophile Gautier, Rudyard Kipling, Innokienti Ánnienski y del círculo Parnasiano. Como es natural, el manifiesto provocó el rechazo de los simbolistas, plasmado en el artículo de Aleksandr Blok «Без божества, без вдохновенья» ("Sin deidad, sin inspiración"). 
Los representantes del "Gremio de poetas" organizaron reuniones literarias y editaron la revista de crítica y poesía Гиперборей ("Hiperbórea"), 1912-1913, que dio a luz 10 números en total. A partir de octubre de 1912 también se solían reunir los viernes en el apartamento de Mijaíl Lozínskiy (1886-1955). Pero el gremio se desintegró en 1914. En 1916, por iniciativa de Georguíy Ivanóv y Georguíy Adamovich, se formó un segundo «Gremio de los poetas», que tan solo existió alrededor de un año. La tercera unión fue organizada por Gumilióv en 1920. Pero a causa de la persecución comunista, la gran mayoría de los miembros de este grupo emigró del país y hasta mediados de los años 20 apoyaron las actividades del gremio, pero desde ciudades tan distantes como Berlín y París. Sus representantes fueron desapareciendo bajo el yugo del régimen: los poemas de Ajmátova fueron prohibidos y ella, acusada de traición, fue inmediatamente deportada; su primer marido, el también poeta y fundador del movimiento acmeísta Gumiliov, terminó fusilado. Su segundo marido murió extenuado en un gulag, y Mandelshtam no corrió mejor suerte al ser denunciado y arrestado en 1934 por escribir un poema contra Stalin, de forma que fue condenado a tres años de destierro en los Urales y deportado después a Kolymá, donde moriría en un gulag en 1938.
A finales de los años 1910, pues, el movimiento se había dispersado, aunque sus poetas representativos conservaron los rasgos estéticos del acmeísmo en sus obras posteriores y esta corriente fue una de las más influyentes de la poesía rusa.

## Nómina
Los líderes de esta estética fueron Nikolái Gumiliov y Serguei Gorodetski, y pertenecieron a misma la mujer de Gumiliov Anna Ajmátova, Ósip Mandelshtam, Mijaíl Kuzmín y Georgy Ivanov. Atardecer (1912) y El rosario (1914), de Ajmatova, o Piedra (1913) y Tristeza (1922) de Mandelstam son algunas de las obras más relevantes del movimiento.